# جيرا (وحدة)
الجيرة (بالإنجليزية: Girah)‏، كانت وحدة قياس طولية في الهند، وباكستان، تساوي تقريبًا 2.25 بوصة (5.715 سم). بعد تعميم نظام القياس المتري في قبل كلا البلدين بمنتصف القرن العشرين، أصبحت الوحدة من الوحدات التي عفا عليها الزمن.